# 사토 아유미 (아나운서)
사토 아유미(佐藤あゆみ, さとう あゆみ 1993년 8월 27일 ~ 일본 시즈오카현 시즈오카시)는 일본의 언론인이며 NHK 소속의 여성 아나운서이다.

## 생애
사토 아유미(佐藤あゆみ) 아나운서는 1993년 8월 27일 일본 시즈오카현 시즈오카시에서 태어났다. 시즈오카현립시즈오카고등학교를 졸업하고 메이지 가쿠인 대학(메이지학원대학)를 졸업했다.

## 입사 이후
졸업 이후 2016년 NHK에 입사를 했다. 입사동기로는 가와사키 리카.아사노 리카 아나운서이다. 첫 발령지인 NHK 오키나와 방송국에서 아나운서 생활을 시작했다. 2016년 4월부터 2018년 3월까지 NHK 오키나와 방송국에서 2년 가까이 근무한 후, 2018년 3월의 인사이동으로 NHK 시즈오카 방송국으로 전근을 했고 2022년 3월말까지 있다가 2022년 4월 인사이동으로 도쿄도에 NHK 방송 센터 아나운서실로 전근했다.
2025년 5월 31일자로 NHK를 퇴사했으며 프리랜서로 전향했다.

## 프로그램 경력

### NHK 오키나와 방송국 시절
- 뉴스 845 오키나와 무작위 진행
- 오키나와현의 뉴스・중계・리포터

### NHK 시즈오카 방송국 시절
- NHK 뉴스 탓푸리 시즈오카 리포터(2018년 4월 - 2020년 3월)
- NHK 뉴스 탓푸리 시즈오카 진행(2020년 3월 30일 - 2022년 3월 31일)
- 시즈오카현의 뉴스・중계・리포터
- 수도권 네트워크(대리 진행, 나카야마 카나 아나운서의 여름휴가로 인한 대타진행)(2019년 8월 19일 - 23일)
- NHK 뉴스 오하요 일본(대리 진행, 2021년 7월 19일 ~ 7월 21일, 새벽 5시대), (7월 22일, 23일, 오전 7시대) 공휴일 담당 가와사키 리카 아나운서의 대리캐스터)

## 도쿄 NHK 방송 센터 아나운서실
- NHK 뉴스 오하요 일본 (새벽 5시 진행,새벽 5시 ~ 새벽 5시 30분 담당)(2022년 4월 4일 ~ 현재)
- 뉴스 라이브 저녁 5시 (코너 프리젠터, 2022년 4월 4일 ~ 현재)
  - 모리타 마리에 아나운서와 각각 격주 교대로 담당.

## 에피소드
- 시즈오카 고등학교 시절은 취주악부에 소속되어, 테너·삭스를 불었다. 동교 야구부가 제93회 전국 고등학교 야구 선수권 대회에 출장했을 때에는 1회전 나라시노 고등학교전에서 자군 알프스 스탠드에서 테너 색소폰을 연주를 했었다.
- 대학시절에는 TV 아사히 아스크에 들어가, BS 아사히의 뉴스 액세스의 학생 캐스터를 맡기도 했다.
- 니혼 TV 아나운서 타키 나츠키와는 대학시절부터의 친구로, 타키 아나운서는 자신의 인스타그램에서 「언젠가 공동 출연하는 것이 꿈」이라고 말했었다.
- 대학시절 시즈오카 제일 TV의 「○고토 와이드」(현재의 프로그램 제목은 「통째로」)에서 가두인터뷰를 받고 있었다. 또 당시 모습이 NHK 시즈오카 방송국와 시즈오카 제일 TV의 럭비 월드컵 공동PR 기획 '통째로'에 출연했을 때, 방송됐었다.
- 그녀가 좋아하는 음식은 밥이다.